# Simulium bertrandi
Simulium bertrandi es una especie de insecto del género Simulium, familia Simuliidae, orden Diptera.
Fue descrita científicamente por Grenier & Dorier, 1959.